# Diocesi di Salamanca

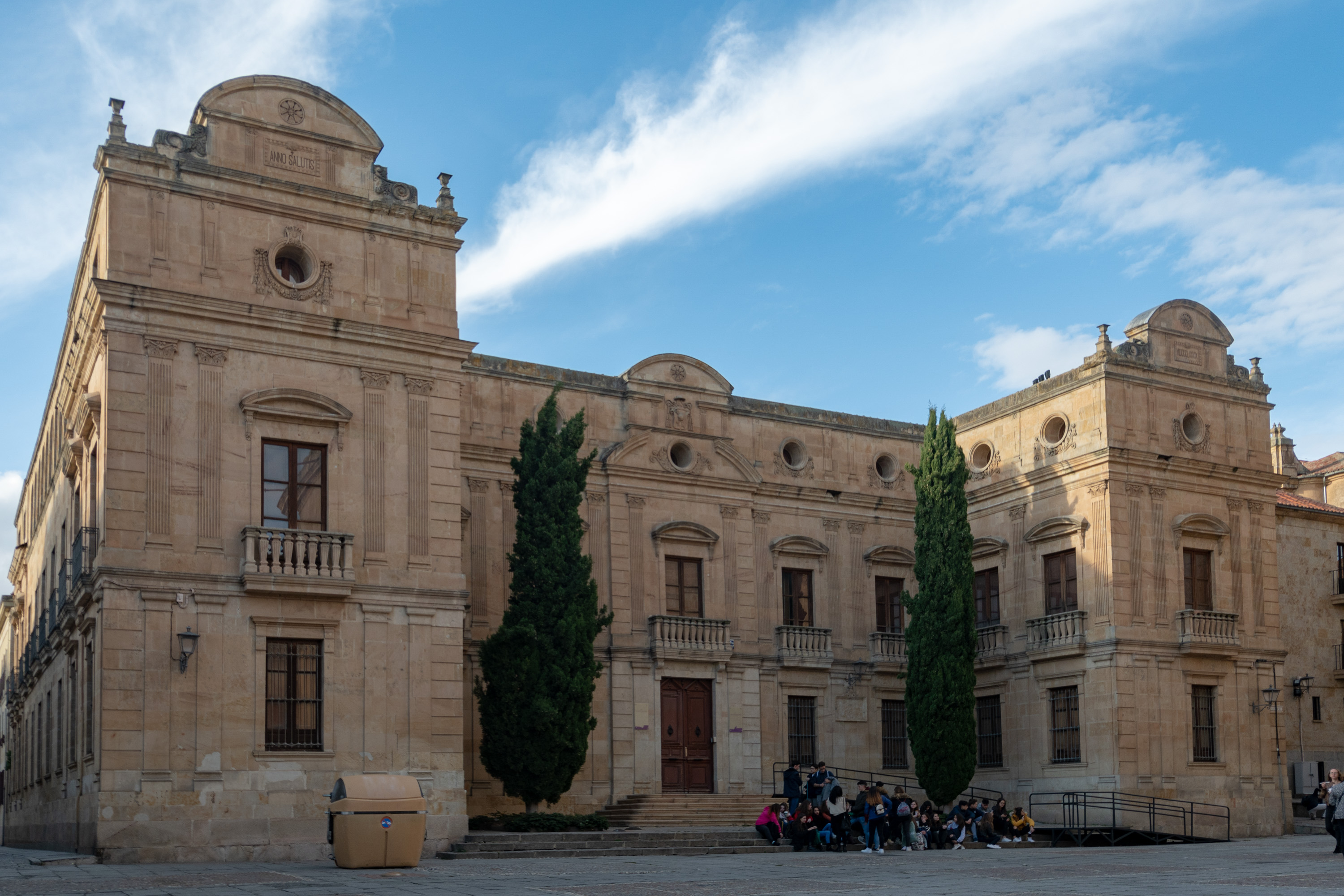
Il palazzo vescovile di Salamanca.

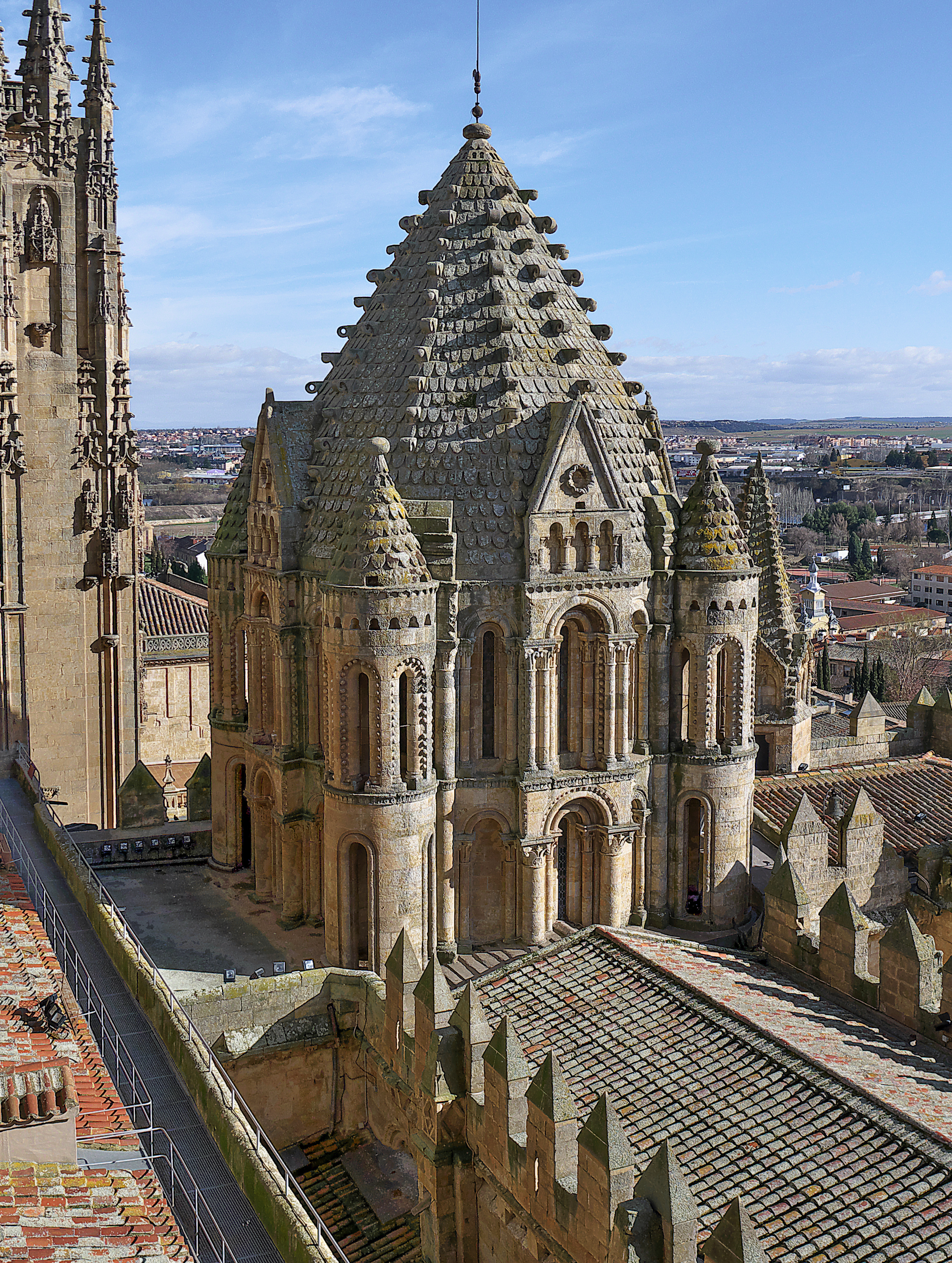
Particolare della vecchia cattedrale di Salamanca

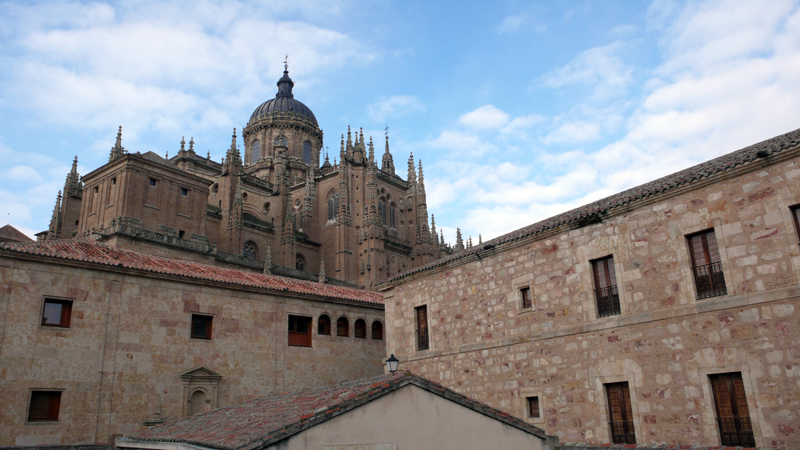
Vista della cattedrale nuova di Salamanca

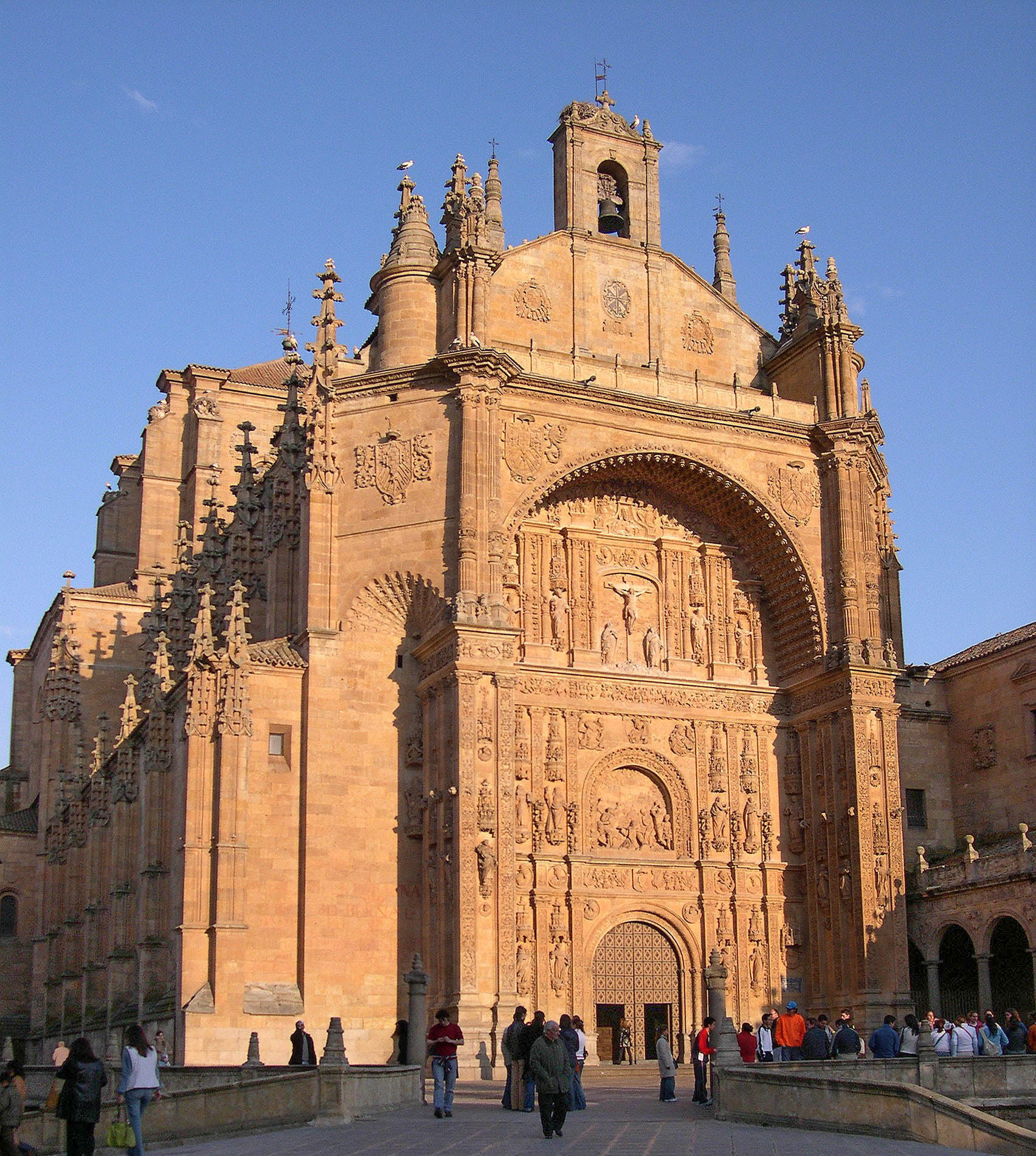
Convento di santo Stefano, Salamanca

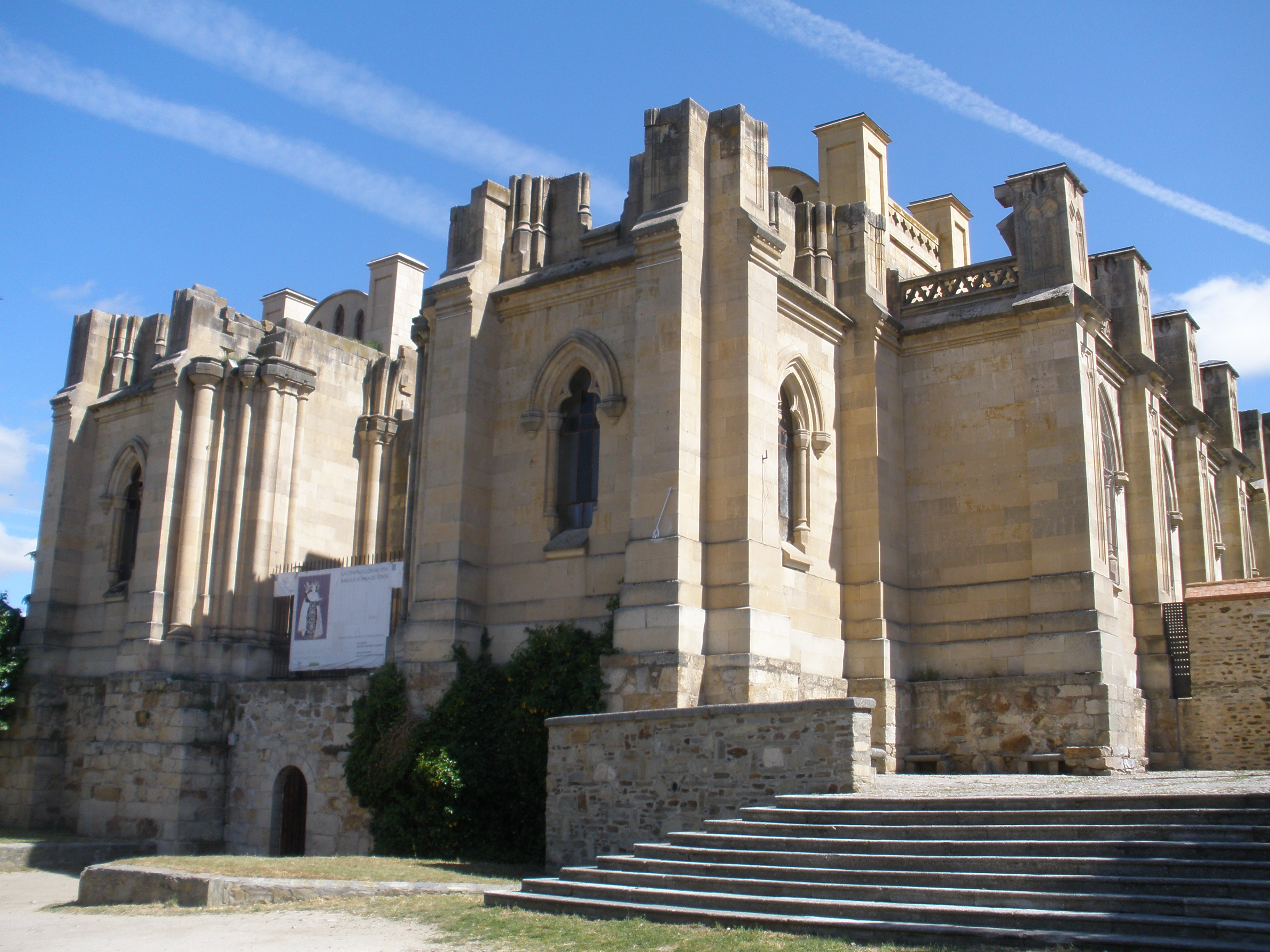
Basilica di Santa Teresa, Alba de Tormes

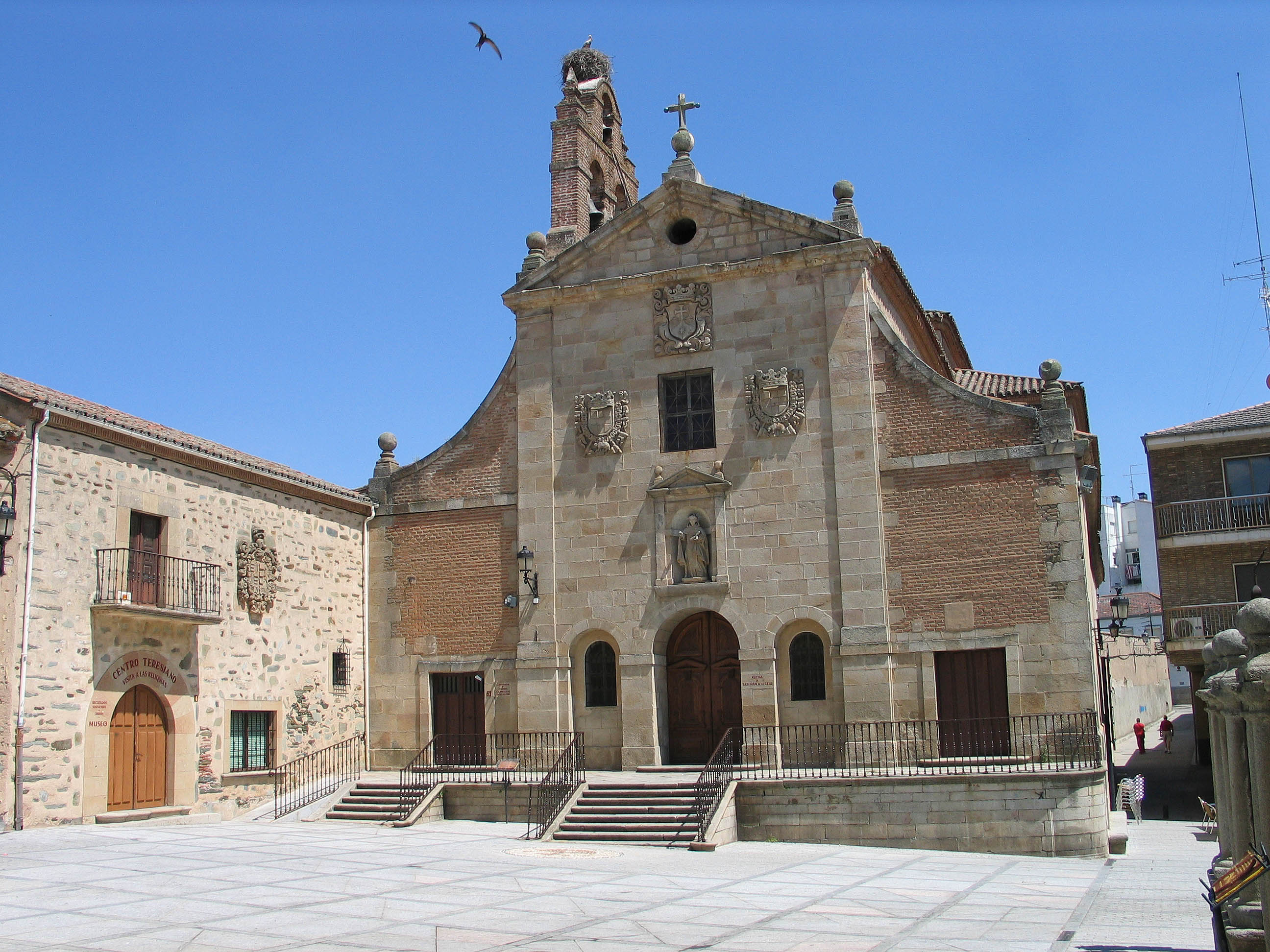
Chiesa di san Giovanni della Croce, Alba de Tormes

La diocesi di Salamanca (in latino Dioecesis Salmantina) è una sede della Chiesa cattolica in Spagna suffraganea dell'arcidiocesi di Valladolid. Nel 2022 contava 254.897 battezzati su 276.755 abitanti. È retta dal vescovo José Luis Retana Gozalo.

## Territorio
La diocesi comprende la parte orientale della provincia di Salamanca, una delle 9 province della comunità autonoma di Castiglia e León, nella Spagna centro-occidentale. La provincia di Salamanca comprende anche la diocesi di Ciudad Rodrigo, come pure alcune parrocchie che appartengono alla diocesi di Plasencia.
Sede vescovile è la città di Salamanca, dove si trovano la cattedrale nuova di Santa Maria dell'Assedio e la cattedrale vecchia, oggi ex cattedrale. Ad Alba de Tormes si trova la basilica di Santa Teresa.
Il territorio si estende su 7.876 km² ed è suddiviso in 411 parrocchie, a loro volta raggruppate in 7 arcipresbiterati (archiprestazgos), di cui 3 urbani ed 4 rurali.

## Storia
La prima notizia certa dell'erezione della diocesi risale al 589, anno in cui il vescovo Eleuterio partecipò al III Concilio di Toledo. La tradizione tramanda i nomi di alcuni vescovi precedenti ad Eleuterio, quindi è possibile che la diocesi sia più antica. Nel 666 la partecipazione ad un sinodo provinciale dimostra che la sede di Salamanca era suffraganea dell'arcidiocesi di Mérida.
L'invasione araba fra i secoli VIII e XI forse si ebbe un'interruzione della successione vescovile. I nomi tramandati dei vescovi non consentono comunque di ricostruire con continuità la storia della diocesi.
Il primo documento certo del ristabilimento della sede è del 22 giugno 1102, in cui è nominato il vescovo Jerónimo.
Nel 1120 entrò a far parte della provincia ecclesiastica dell'arcidiocesi di Santiago di Compostela, come sarà sancito da una bolla di papa Callisto II del 24 febbraio 1124.
Il primo sinodo diocesano fu celebrato nel 1560 dal vescovo Pedro González Mendoza, ad esso seguirono un sinodo durante l'episcopato di Jerónimo Manrique Figueroa, il sinodo del 1604, presieduto dal vescovo Luis Fernández de Córdoba, e il sinodo del 1654, indetto dal vescovo Pedro Carrillo y Acuña.
Il 31 ottobre 1778 fu istituito il seminario diocesano, in cui nel decennio successivo confluirono altri collegi preesistenti.
Il 4 luglio 1857 è diventata suffraganea dell'arcidiocesi di Valladolid.
Il 17 ottobre 1954 e il 20 luglio 1958, con due distinti decreti della Congregazione Concistoriale, furono rivisti i confini della diocesi per farli coincidere con quelli della provincia civile, in applicazione del concordato tra la Santa Sede e il governo spagnolo del 1953. La diocesi di Salamanca cedette alcune parrocchie alle diocesi di Zamora e di Ciudad Rodrigo e acquisì tutte quelle che si trovavano nella provincia di Salamanca e che appartenevano all'arcidiocesi di Valladolid e alle diocesi di Zamora e di Coria-Cáceres.
Dal 15 novembre 2021 è unita in persona episcopi alla diocesi di Ciudad Rodrigo.

## Cronotassi dei vescovi
Si omettono i periodi di sede vacante non superiori ai 2 anni o non storicamente accertati.
- San Pio † (circa 83)
- Cetulo † (circa 203)
- Salutato † (circa 223)
- Pedro I † (circa 245)
- Pedro II † (circa 269)
- Germano † (circa 298)
- Savio † (circa 305)
- Juan † (circa 332)
- Juvenco † (circa 337)
- Eleuterio † (menzionato nel 589)
- Teveristo † (menzionato nel 610)
- Hiccila † (prima del 633 - dopo il 638)
- Egereto † (prima del 646 - dopo il 656)
- Justo † (menzionato nel 666)
- Providencio † (menzionato nel 681)
- Olemundo † (prima del 683 - dopo il 693)
- Quindulfo † (circa 830)
- Dulcidio † (circa 876)
- Sebastián † (circa 880)
- Fredesindo † (circa 898)
- Dulcidio II † (prima del 916 - dopo il 943)[5]
- Forte † (prima di marzo 950 - dopo marzo 952)[5]
- Teodomundo † (prima di marzo 953 - dopo luglio 967)[5]
- Salvato † (prima di aprile 974 - dopo il 974)[5]
- Sebastián II † (prima di maggio 976 - dopo maggio 987)[5]
- Gonzalo † (circa 1022)
- Jerónimo de Perigord † (1102 - 1120)
- Giraldo † (1121 - 1124 deceduto)
- Munio † (1124 - dopo il 4 febbraio 1130 deposto)
- Alonso Pérez † (1130 - novembre 1131 deceduto)
- Navarro † (1133)
- Berengario (o Bernardo) † (luglio 1135 - 1151 nominato arcivescovo di Santiago di Compostela)
- Iñigo Navarro † (1152 - 1159)
- Ordoño † (1160 - circa ottobre 1164 deceduto)
- Gonzalo II † (1166 - gennaio 1167)
- Pedro Suárez de Deza † (prima del 26 giugno 1167 - 1173 o 1176 nominato arcivescovo di Santiago di Compostela)
- Vidal † (1173 o 1176 - 1199 deceduto)
- Gonzalo Fernández † (prima di ottobre 1199 - 1226 deceduto)
- Diego † (1226 - 1227)
- Pelagio † (27 maggio 1227 - dopo ottobre 1228)
- Martín † (dicembre 1229 - 1246)
- Mateo † (15 dicembre 1246 - 28 agosto 1247 nominato vescovo di Cuenca)
- Pedro Pérez, O.P. † (dopo settembre 1247 - dopo il 23 febbraio 1264 deceduto)[6]
- Domingo Martínez † (prima del 21 marzo 1264[6] - 30 gennaio 1368 deceduto)
- Ildefonso ? †
- Diego ? †
- Gonzalo Rodríguez † (15 maggio 1273 - ?)
- Nuño † (5 aprile 1278 - ?)
- Pedro Suárez † (1279 - prima del 29 gennaio 1286)
- Pedro Fechor, O.F.M. † (5 marzo 1286 - dopo il 1304 deceduto)
- Alfonso † (3 novembre 1306 - 22 gennaio 1309 deceduto)
- Pedro † (11 febbraio 1310 - 1324 deceduto)
- Bernardo † (16 luglio 1324 - 1327 deceduto)
- Gonzalo † (2 marzo 1327 - 1329 deceduto)
- Alonso † (1330)
- Lorenzo † (16 aprile 1330 - dopo il 22 febbraio 1335)
- Lorenzo y Rodrigo Díaz, O.P. † (dopo il 22 febbraio 1335 - 18 giugno 1339 deceduto)
- Juan Lucero † (prima di novembre 1339 - 18 giugno 1361 nominato vescovo di Segovia)
- Alfonso Barrasa † (18 giugno 1361 - 5 marzo 1375 nominato vescovo di León)
- Alfonso II † (13 giugno 1375 - circa 1382)[7]
- Juan de Castellanos, O.P. † (29 ottobre 1382 - circa 1387)
- Pedro † (11 luglio 1387 - circa 1389)
- Carlos de Guevara † (22 dicembre 1389 - 1392 deceduto)
- Diego Anaya Maldonado † (16 ottobre 1392 - 13 settembre 1407 nominato vescovo di Cuenca)
  - Alfonso III † (4 ottobre 1408 - 26 novembre 1408 dimesso) (amministratore apostolico)
- Gonzalo de Alba, O.P. † (26 novembre 1408 - 1412 deceduto)
- Alfonso IV † (16 settembre 1412 - 1422 deceduto)
- Sancho López de Castilla † (2 luglio 1423 - ottobre 1446 deceduto)
- Alfonso V † (19 agosto 1446 - ? dimesso)
- Gonzalo de Vivero † (15 novembre 1447 - 1482 deceduto)
  - Raffaele Sansoni Riario † (8 luglio 1482 - 15 gennaio 1483 nominato amministratore apostolico di Osma) (amministratore apostolico)
- Diego Meléndez de Valdés † (15 gennaio 1483 - 11 agosto 1483 dimesso)
  - Hernando de Talavera, O.S.H. † (11 agosto 1483 - 26 agosto 1485 nominato vescovo di Avila) (amministratore apostolico)
  - Pedro de Toledo † (26 agosto 1485 - 1491) (amministratore apostolico)
  - Oliviero Carafa † (16 novembre 1491 - 23 giugno 1494 dimesso) (amministratore apostolico)
- Diego de Deza, O.P. † (23 giugno 1494 - 14 febbraio 1498 nominato vescovo di Jaén)
- Juan de Castilla † (14 febbraio 1498 - 30 ottobre 1510 deceduto)
- Francisco de Cabrera y Bobadilla † (18 novembre 1510 - 29 agosto 1529 deceduto)
- Luis Cabeza de Vaca † (22 giugno 1530 - 14 aprile 1537 nominato vescovo di Palencia)
- Rodrigo Mendoza Manrique † (11 luglio 1537 - 4 novembre 1545 deceduto)
- Pedro Castro Lemos † (20 febbraio 1545 - 5 giugno 1555 nominato vescovo di Cuenca)
- Pedro Acuña Avellaneda † (5 giugno 1555 - 24 settembre 1555 deceduto)
- Francisco Manrique de Lara † (24 aprile 1556 - 26 giugno 1560 nominato vescovo di Sigüenza)
- Pedro González Mendoza † (26 giugno 1560 - 10 settembre 1574 deceduto)
- Francisco Soto Salazar † (15 febbraio 1576 - 29 gennaio 1578 deceduto)
- Fernando Tricio Arenzana † (13 giugno 1578 - 9 ottobre 1578 deceduto)
- Jerónimo Manrique Figueroa † (9 gennaio 1579 - 19 settembre 1593 deceduto)
  - Sede vacante (1593-1598)
- Pedro Junco Posada † (3 aprile 1598 - 3 maggio 1602 deceduto)
- Luis Fernández de Córdoba † (20 novembre 1602 - 9 febbraio 1615 nominato vescovo di Malaga)
- Diego Ordóñez, O.F.M. † (6 luglio 1615 - 22 dicembre 1615 deceduto)
- Francisco Hurtado de Mendoza y Ribera † (5 settembre 1616 - 17 marzo 1621 nominato vescovo di Pamplona)
- Antonio Corrionero † (17 maggio 1621 - 4 aprile 1633 deceduto)
  - Sede vacante (1633-1635)
- Cristóbal de la Cámara y Murga † (7 maggio 1635 - 29 aprile 1641 deceduto)
- Juan Valenzuela Velázquez † (24 marzo 1642 - 3 febbraio 1645 deceduto)
- Juan Ortiz de Zárate † (21 agosto 1645 - 24 aprile 1646 deceduto)
- Francisco Díaz Alarcón y Covarrubias † (18 ottobre 1646 - 6 luglio 1648 nominato vescovo di Pamplona)
- Pedro Carrillo y Acuña † (27 luglio 1648 - 30 agosto 1655 nominato arcivescovo di Santiago di Compostela)
- Juan Pérez Delgado † (11 ottobre 1655 - 15 gennaio 1657 nominato arcivescovo di Burgos)
- Antonio Peña Hermosa † (18 giugno 1657 - 31 marzo 1659 nominato vescovo di Malaga)
- Francisco Díaz de Cabrera † (5 aprile 1660 - 22 agosto 1661 deceduto)
- Gabriel de Esparza Pérez † (13 marzo 1662 - 2 giugno 1670 nominato vescovo di Calahorra)
- Francisco Seijas Losada † (30 giugno 1670 - 28 aprile 1681 nominato arcivescovo di Santiago di Compostela)
- Pedro de Salazar Gutiérrez de Toledo, O. de M. † (2 giugno 1681 - 16 settembre 1686 nominato vescovo di Cordova)
- José Cosio Barreda † (3 marzo 1687 - 13 aprile 1689 deceduto)
- Martín Ascargorta † (7 novembre 1689 - 18 maggio 1693 nominato arcivescovo di Granada)
- Francisco Calderón de la Barca † (20 luglio 1693 - 25 febbraio 1712 deceduto)
  - Sede vacante (1712-1714)
- Silvestre García Escalona † (13 giugno 1714 - 20 aprile 1729 deceduto)
- José Sancho Granado † (23 dicembre 1729 - 30 settembre 1748 deceduto)
- José Zorrilla Sanmartín † (20 gennaio 1749 - 30 settembre 1762 deceduto)
- Felipe Beltrán Serrano † (18 luglio 1763 - 30 novembre 1783 deceduto)
- Andrés José Barco Espinosa † (27 giugno 1785 - 17 aprile 1794 deceduto)
- Felipe Antonio Fernández Vallejo † (12 settembre 1794 - 18 dicembre 1797 nominato arcivescovo di Santiago di Compostela)
- Antonio Tavira Almazán † (14 agosto 1798 - 8 gennaio 1807 deceduto)
- Gerardo José Andrés Vázquez Parga, O.Cist. † (3 agosto 1807 - 16 settembre 1821 deceduto)
  - Sede vacante (1821-1824)
- Agustín Lorenzo Varela Temes † (12 luglio 1824 - 21 marzo 1849 deceduto)
- Salvador Sanz Grado † (7 gennaio 1850 - 21 gennaio 1851 deceduto)
- Antolín García Lozano † (5 settembre 1851 - 15 maggio 1852 deceduto)
- Fernando de la Puente y Primo de Rivera † (27 settembre 1852 - 25 settembre 1857 nominato arcivescovo di Burgos)
- Anastasio Rodrigo Yusto † (25 settembre 1857 - 20 settembre 1867 nominato arcivescovo di Burgos)
- Joaquín Lluch y Garriga, O.C.D. † (13 marzo 1868 - 16 gennaio 1874 nominato vescovo di Barcellona)
- Narciso Martínez Izquierdo † (16 gennaio 1874 - 27 marzo 1885 nominato vescovo di Madrid e Alcalá de Henares)
- Tomás Jenaro de Cámara y Castro, O.S.A. † (27 marzo 1885 - 17 maggio 1904 deceduto)
- Francisco Javier Valdés y Noriega, O.S.A. † (14 novembre 1904 - 22 gennaio 1913 deceduto)
- Julián de Diego y García Alcolea † (18 luglio 1913 - 27 luglio 1923 nominato patriarca delle Indie occidentali)
- Ángel Regueras y López † (26 ottobre 1923 - 28 dicembre 1924 deceduto)
- Francisco Frutos Valiente † (14 dicembre 1925 - 24 gennaio 1933 deceduto)
  - Sede vacante (1933-1935)
- Enrique Pla y Deniel † (28 gennaio 1935 - 3 ottobre 1941 nominato arcivescovo di Toledo)
- Francisco Barbado y Viejo, O.P. † (10 aprile 1942 - 29 aprile 1964 deceduto)
- Mauro Rubio Repullés † (7 luglio 1964 - 12 maggio 1995 ritirato)
- Braulio Rodríguez Plaza (12 maggio 1995 - 28 agosto 2002 nominato arcivescovo di Valladolid)
- Carlos López Hernández (9 gennaio 2003 - 15 novembre 2021 ritirato)
- José Luis Retana Gozalo, dal 15 novembre 2021

## Statistiche
La diocesi nel 2022 su una popolazione di 276.755 persone contava 254.897 battezzati, corrispondenti al 92,1% del totale.
| anno | popolazione | popolazione | popolazione | presbiteri | presbiteri | presbiteri | presbiteri                | diaconi | religiosi | religiosi | parrocchie |
| anno | battezzati  | totale      | %           | numero     | secolari   | regolari   | battezzati per presbitero | diaconi | uomini    | donne     | parrocchie |
| ---- | ----------- | ----------- | ----------- | ---------- | ---------- | ---------- | ------------------------- | ------- | --------- | --------- | ---------- |
| 1950 | 250.000     | 250.000     | 100,0       | 565        | 390        | 175        | 442                       |         | 635       | 1.472     | 287        |
| 1969 | 267.623     | 267.791     | 99,9        | 783        | 408        | 375        | 341                       |         | 581       | 1.881     | 199        |
| 1980 | 301.000     | 303.000     | 99,3        | 559        | 333        | 226        | 538                       |         | 461       | 1.175     | 324        |
| 1990 | 288.000     | 290.000     | 99,3        | 564        | 324        | 240        | 510                       |         | 510       | 1.080     | 323        |
| 1999 | 280.800     | 289.800     | 96,9        | 284        | 198        | 86         | 988                       | 3       | 309       | 712       | 405        |
| 2000 | 280.000     | 288.800     | 97,0        | 265        | 199        | 66         | 1.056                     | 3       | 166       | 590       | 405        |
| 2001 | 280.000     | 287.000     | 97,6        | 295        | 199        | 96         | 949                       | 3       | 413       | 558       | 405        |
| 2002 | 280.000     | 286.000     | 97,9        | 346        | 199        | 147        | 809                       | 2       | 495       | 523       | 405        |
| 2003 | 275.000     | 280.000     | 98,2        | 429        | 199        | 230        | 641                       | 2       | 555       | 500       | 405        |
| 2004 | 275.000     | 280.000     | 98,2        | 392        | 192        | 200        | 701                       | 2       | 525       | 480       | 405        |
| 2010 | 296.000     | 302.200     | 97,9        | 445        | 200        | 245        | 665                       | 4       | 361       | 983       | 411        |
| 2014 | 297.000     | 302.900     | 98,1        | 462        | 187        | 275        | 642                       | 4       | 403       | 1.017     | 411        |
| 2017 | 263.533     | 281.353     | 93,7        | 416        | 175        | 241        | 633                       | 4       | 376       | 1.060     | 411        |
| 2020 | 255.525     | 277.943     | 91,9        | 362        | 161        | 201        | 705                       | 5       | 276       | 852       | 411        |
| 2022 | 254.897     | 276.755     | 92,1        | 336        | 151        | 185        | 758                       | 5       | 275       | 806       | 411        |